# Ivan Sutherland (Ruderer)

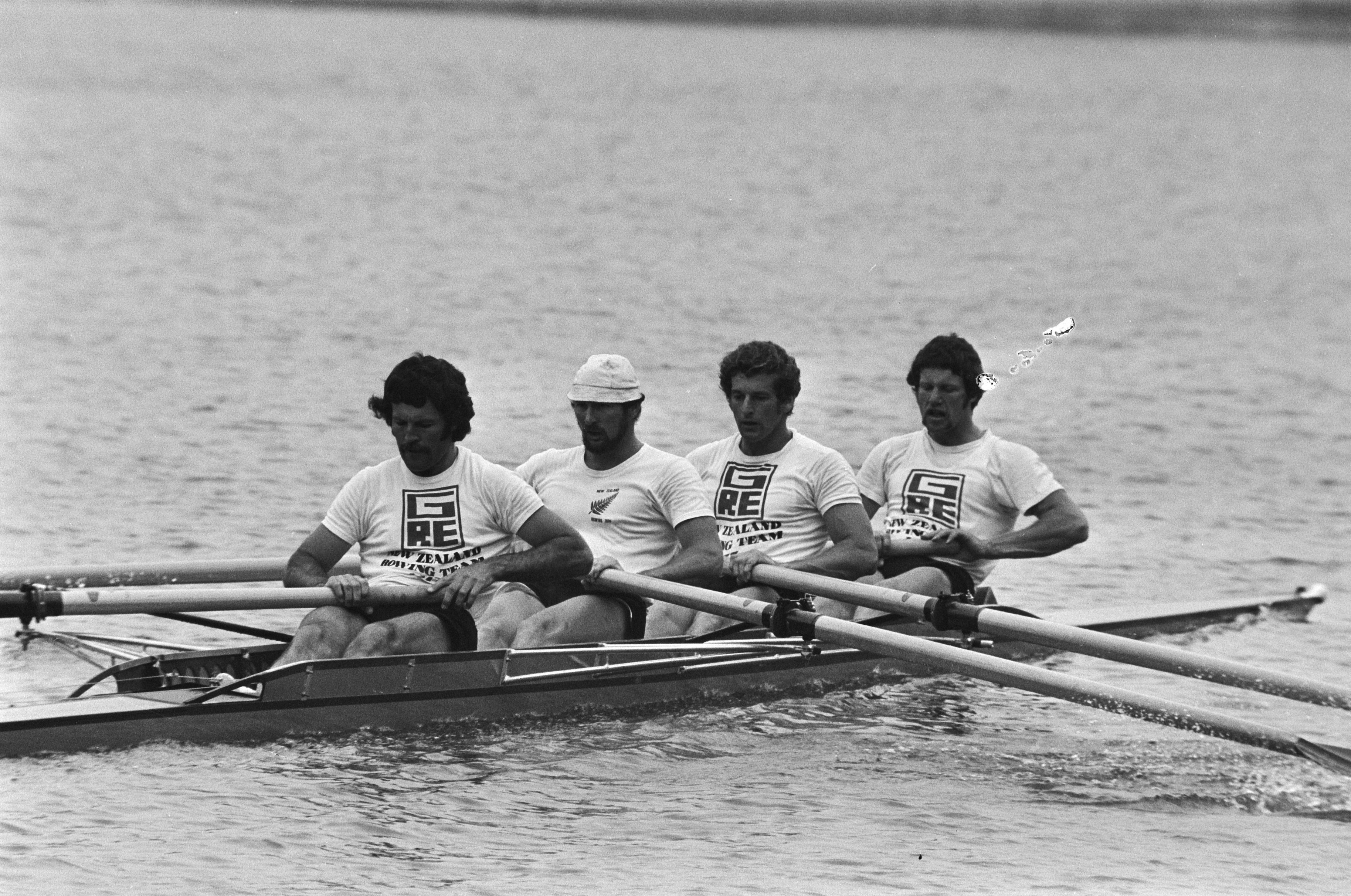
Von links nach rechts: Dave Rodger, Desmond Lock, Ivan Sutherland und David Lindstrom bei der WM 1977

Ivan Carl Sutherland (* 15. September 1950 in Blenheim) ist ein ehemaliger neuseeländischer Ruderer, der 1976 Olympiadritter im Achter wurde.

## Karriere
Bei den Olympischen Sommerspielen 1976 in Montreal ruderten im neuseeländischen Achter Ivan Sutherland, Trevor Coker, Peter Dignan, Lindsay Wilson, Athol Earl, Dave Rodger, Alexander McLean, Tony Hurt und Steuermann Simon Dickie. Der Achter erreichte den dritten Platz hinter den Booten aus der DDR und aus dem Vereinigten Königreich.
Im Jahr darauf bildeten Dave Rodger, Desmond Lock, Ivan Sutherland und David Lindstrom einen Vierer ohne Steuermann. Bei den Weltmeisterschaften in Amsterdam erkämpfte die Crew die Silbermedaille hinter dem Vierer aus der DDR. Alle vier Ruderer aus dem Vierer wechselten 1978 in den neuseeländischen Achter. Bei den Weltmeisterschaften 1978 auf dem Lake Karapiro gewannen die Neuseeländer vor heimischem Publikum die Bronzemedaille hinter den deutschen Booten aus der DDR und der BRD.